# Natalie Gumede
Natalie Sithokozile C. Gumede es una actriz inglesa, más conocida por haber interpretado a Kirsty Soames en la serie Coronation Street.

## Biografía
Su abuelo fue Josiah Gumede, el primer y único presidente de la efímera Zimbabue Rodesia.
Asistió al "London Italia Conti Academy of Theatre Arts", donde se graduó en 2003 de un curso de actuación y teatro musical.

## Carrera
En 2005 se unió al elenco principal de la serie Ideal, donde interpretó a China durante las tres primeras temporadas de la serie hasta 2007; apareció nuevamente en la serie como invitada en 2010. En 2006 apareció en comerciales para "Coke Cola Zero" y para "Admiral Car Insurance". Un año antes había aparecido en el comercial "National Lottery Euromillions Rollovern". En 2009 interpretó a Celine King durante el episodio "Sweet Good Night" de la serie médica Doctors; anteriormente había aparecido por primera vez en la serie en 2006, cuando interpretó a Jenny Benjamin en dos episodios.
El 7 de septiembre de 2011, se unió al elenco principal de la serie británica Coronation Street, donde interpretó a Kirsty Soames hasta el 3 de abril de 2013.
 En 2012 apareció en un comercial para "DFS Sofa". Desde 2013 participa en la undécima temporada del concurso de baile Strictly Come Dancing; su pareja es el bailarín profesional Artem Chigvintsev.

## Filmografía

### Series de televisión
| Año               | Título               | Personaje                 | Notas                            |
| ----------------- | -------------------- | ------------------------- | -------------------------------- |
| 2015              | Jekyll & Hyde        | Isabella "Bella" Charming | 9 episodios                      |
| 2015              | Sally the Life Coach | -                         | 4 episodios - miniserie          |
| 2015              | Death in Paradise    | Lucy Thomson              | episodio # 4.1                   |
| 2014              | Doctor Who           | Ashley                    | episodio "Last Christmas"        |
| 2013              | Moving On            | Jo                        | episodio "Fledgling"             |
| 2011 - 2013       | Coronation Street    | Kirsty Soames             | 192 episodios                    |
| 2005 - 2007, 2010 | Ideal                | China                     | 16 episodios                     |
| 2010              | The Persuasionists   | Susie                     | 3 episodios                      |
| 2006              | Doctors              | Jenny Benjamin            | 2 episodios                      |
| 2005              | Wire in the Blood    | Recepcionista del Hotel   | episodio "Nothing But the Night" |
| 2005              | Emmerdale Farm       | Tania Coles               | 2 episodios                      |

### Películas
| Año  | Título      | Personaje      | Notas                                                                       |
| ---- | ----------- | -------------- | --------------------------------------------------------------------------- |
| 2008 | Clubbed     | Jo             | junto a Mel Raido, Colin Salmon, Shaun Parkes, Scot Williams y Ellen Thomas |
| 2004 | Von Trapped | Madison Avenue | junto a Una Stubbs, Emma Lowndes, Vicky Binns, Jim Carter y Lynda Rooke     |

### Apariciones
| Año             | Programa                            | Notas                      |
| --------------- | ----------------------------------- | -------------------------- |
| 2013 - presente | Strictly Come Dancing               | 10 episodios - concursante |
| 2013            | Strictly Come Dancing: It Takes Two | 4 episodios                |

### Teatro
| Año  | Obra       | Personaje | Director | Teatro                      | Notas                                                                                 |
| ---- | ---------- | --------- | -------- | --------------------------- | ------------------------------------------------------------------------------------- |
| 2006 | Billy Liar | Liz       | -        | Liverpool Playhouse Theatre | junto a David Hounslow, Michael Imerson, Kerry Peers, Victoria Gee y Christine Ozanne |

## Premios y nominaciones
| Año  | Categoría             | Premio             | Serie             | Resultado |
| ---- | --------------------- | ------------------ | ----------------- | --------- |
| 2013 | Most Popular Newcomer | NTA Award          | Coronation Street | Nominada  |
| 2013 | Best Bitch            | Inside Soap Award  | Coronation Street | Ganadora  |
| 2012 | Best Newcomer         | British Soap Award | Coronation Street | Ganadora  |
| 2012 | Best Newcomer         | Inside Soap Award  | Coronation Street | Nominada  |
| 2012 | Best Soap Newcomer    | TV Choice Award    | Coronation Street | Nominada  |